# Xã St. Johns, Quận Franklin, Missouri
Xã St. Johns (tiếng Anh: St. Johns Township) là một xã thuộc quận Franklin, tiểu bang Missouri, Hoa Kỳ. Năm 2010, dân số của xã này là 5.078 người.